# Крекінг-установка у Кстово
56°06′21″ пн. ш. 44°08′38″ сх. д. / 56.105833° пн. ш. 44.143889° сх. д.

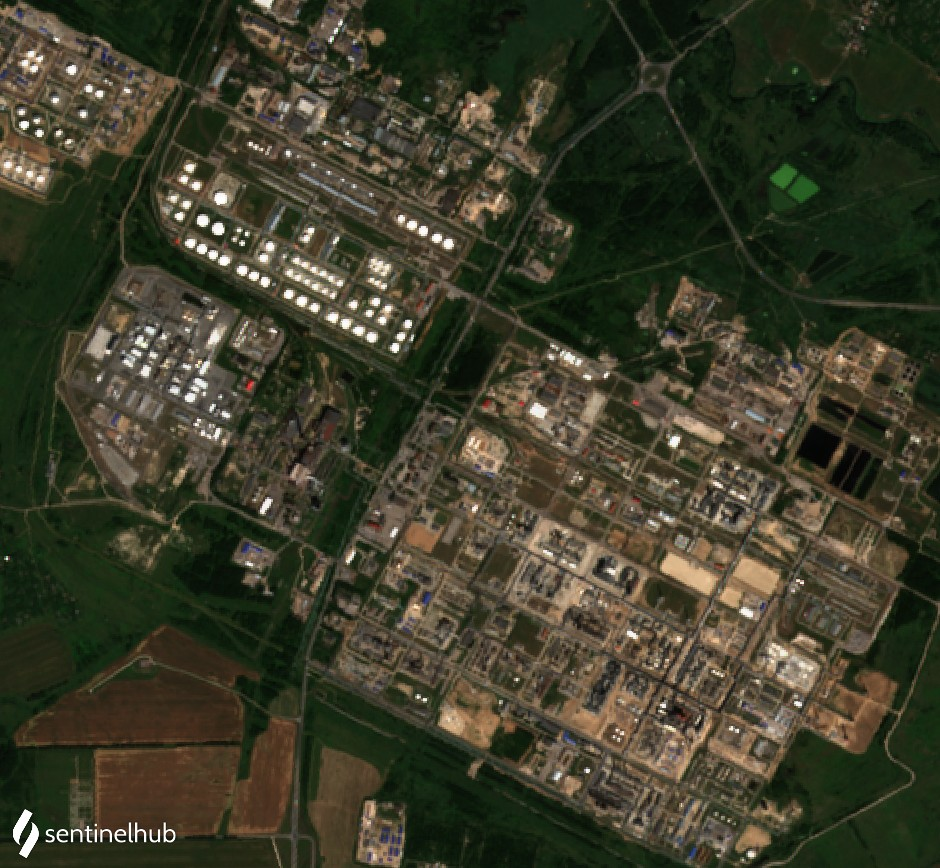
Крекінг-установка у Кстово

Крекінг-установка у Кстово — нафтохімічне виробництво компанії «Сибур-Кстово», яка входить до складу найбільшого хімічного концерну Росії «Сибур холдинг».
Установку піролізу (парового крекінгу) вуглеводнів ЭП-300 ввели в експлуатацію у 1981 році як «Нефтехимический завод» об'єднання «Горькийнефтеоргсинтез». В своїй роботі вона використовує як широку фракцію легких вуглеводнів (продукт переробки попутного нафтового газу та конденсату — в основному пропан і бутан), так і рідку сировину (прямогонний бензин), а їх співвідношення може коливатись в залежності він наявності та ціни. У 2009 році на ШФЛУ припало 60 % спожитої сировини.
Основною продукцією є етилен та пропілен, крім того, отримують бутилен, бутадієн, бензол і важку піролізну смолу. 
Видачу етилену організували за допомогою етиленопроводу Кстово – Дзержинськ до міста Дзержинськ. З 2014-го у тому ж Кстові споживає етилен комплекс з виробництва полівінілхлориду. Видачу пропілену організували за допомогою пропіленопроводу Кстово – Дзержинськ.
На початку 2010-х років реалізували проект реконструкції установки з доведенням її потужності до 360 тисяч тонн етилену та 170 тисяч тонн пропілену на рік. В 2016-му потужність по етилену ще трохи збільшили — до 372 тисяч тонн на рік, а фактичний випуск становив 370 тисяч тонн етилену та 100 тисяч тонн пропілену.